# Arrondissement administratif de Belgique

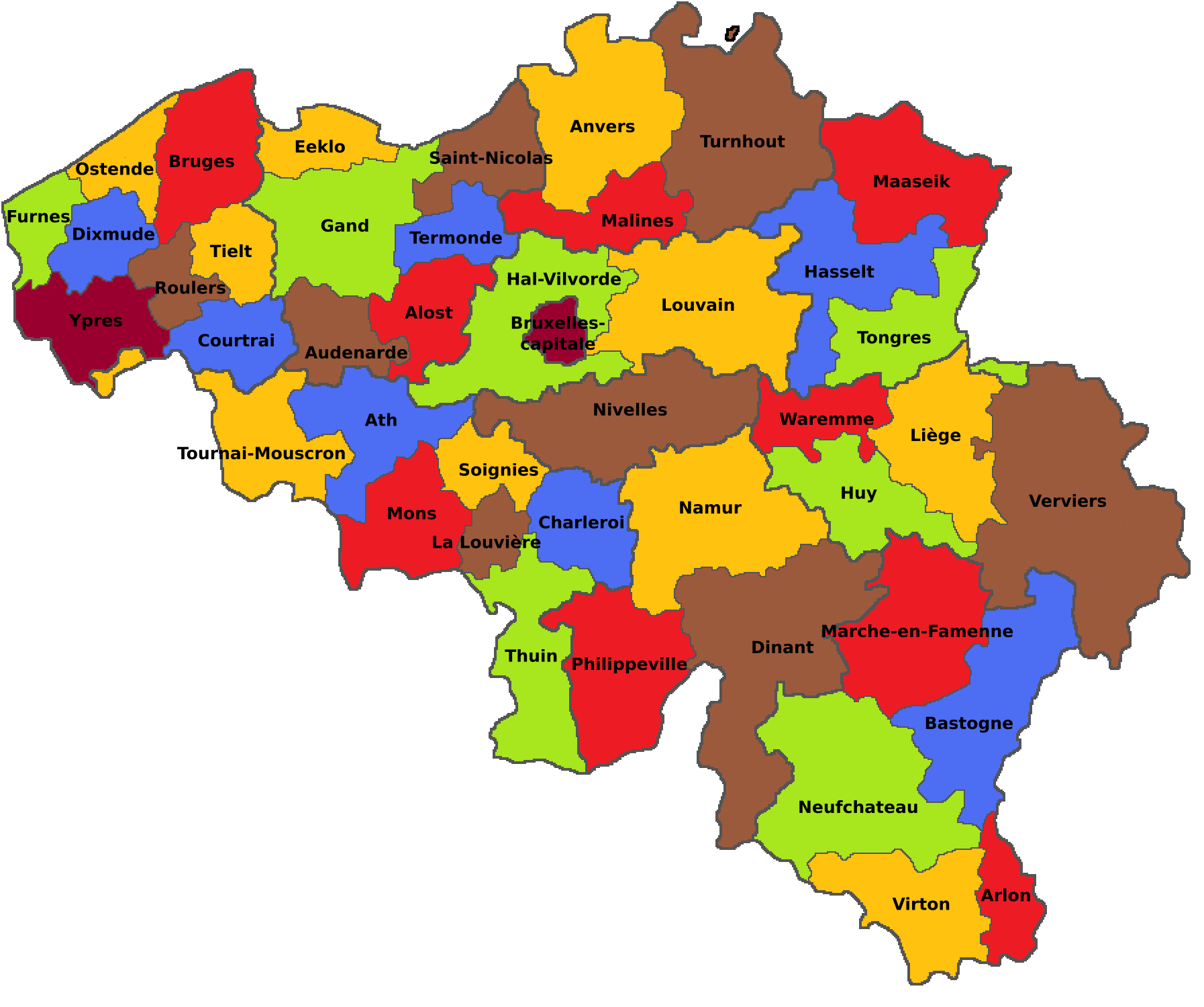
Arrondissements Administratifs de Belgique depuis 2019

En Belgique, un arrondissement administratif est la subdivision de l'une des dix provinces, elles-mêmes subdivisions de l'une des trois régions du pays (bruxelloise, flamande ou wallonne).
En 2022, il existe 43 arrondissements administratifs dans le royaume, qui sont divisés en districts, eux-mêmes étant divisés en cantons. Ceux-ci comprennent une ou plusieurs communes ou villes. 
Les arrondissements les plus importants en nombre d'habitants (plus d'un demi-million d'habitants) sont, outre Bruxelles-Capitale, ceux d'Anvers, de Liège, d'Hal-Vilvorde, de Louvain et de Gand.

## Histoire
Le 2 aout 1963, lors de la création de la frontière linguistique, l'arrondissement administratif de Bruxelles disparait au profit de l'arrondissement administratif de Hal-Vilvorde, de l'Arrondissement de Bruxelles-Périphérie et de l'Arrondissement administratif de Bruxelles-Capitale. En 1971 les arrondissement d'Hal-Vilvorde (néerlandophone et de Bruxelles-Périphérie (bilingue français / néerlandais des communes à facilités de la périphérie bruxelloise fusionnent pour former l'actuel arrondissement d'Hal-Vilvorde.
Le 1er janvier 2019 les arrondissements administratifs de Tournai et Mouscron fusionnent, par décret du 25 janvier 2018.

## Cas particuliers
L'arrondissement administratif de Bruxelles-Capitale est le seul arrondissement bilingue français-néerlandais et recouvre l'intégralité du territoire de la Région de Bruxelles-Capitale. L'arrondissement administratif de Verviers est lui le seul arrondissement bilingue français-allemand et le seul où l'allemand a cours. C'est aussi l'arrondissement le plus grand en superficie (2 016 km2).

## Liste des arrondissements administratifs actuels
| Arrondissement                       | Chef-lieu         | Région                       | Province                        | Code INS | Population (au 1er janvier 2020) | Superficie (km2) | Nombre de communes | Carte |
| ------------------------------------ | ----------------- | ---------------------------- | ------------------------------- | -------- | -------------------------------- | ---------------- | ------------------ | ----- |
| Arrondissement d'Alost               | Alost             | Région flamande              | Province de Flandre-Orientale   | 41       | 293 372                          | 469              | 10                 |       |
| Arrondissement d'Anvers              | Anvers            | Région flamande              | Province d'Anvers               | 11       | 1 056 025                        | 1 000            | 30                 |       |
| Arrondissement d'Ath                 | Ath               | Région wallonne              | Province de Hainaut             | 51       | 128 353                          | 668              | 11                 |       |
| Arrondissement d'Arlon               | Arlon             | Région wallonne              | Province de Luxembourg          | 81       | 62 892                           | 317              | 5                  |       |
| Arrondissement d'Audenarde           | Audenarde         | Région flamande              | Province de Flandre-Orientale   | 45       | 124 578                          | 419              | 11                 |       |
| Arrondissement de Bastogne           | Bastogne          | Région wallonne              | Province de Luxembourg          | 82       | 49 076                           | 1 043            | 8                  |       |
| Arrondissement de Bruges             | Bruges            | Région flamande              | Province de Flandre-Occidentale | 31       | 282 506                          | 661              | 10                 |       |
| Arrondissement de Bruxelles-Capitale | Bruxelles         | Région de Bruxelles-Capitale | -                               | 21       | 1 211 026                        | 161              | 19                 |       |
| Arrondissement de Charleroi          | Charleroi         | Région wallonne              | Province de Hainaut             | 52       | 396 349                          | 472              | 12                 |       |
| Arrondissement de Courtrai           | Courtrai          | Région flamande              | Province de Flandre-Occidentale | 34       | 292 370                          | 404              | 12                 |       |
| Arrondissement de Dinant             | Dinant            | Région wallonne              | Province de Namur               | 91       | 111 259                          | 1 592            | 15                 |       |
| Arrondissement de Dixmude            | Dixmude           | Région flamande              | Province de Flandre-Occidentale | 32       | 51 636                           | 362              | 5                  |       |
| Arrondissement d'Eeklo               | Eeklo             | Région flamande              | Province de Flandre-Orientale   | 43       | 85 661                           | 334              | 6                  |       |
| Arrondissement de Furnes             | Furnes            | Région flamande              | Province de Flandre-Occidentale | 38       | 61 703                           | 275              | 5                  |       |
| Arrondissement de Gand               | Gand              | Région flamande              | Province de Flandre-Orientale   | 44       | 563 504                          | 944              | 21                 |       |
| Arrondissement de Hal-Vilvorde       | ?                 | Région flamande              | Province du Brabant flamand     | 23       | 643 415                          | 943              | 35                 |       |
| Arrondissement de Hasselt            | Hasselt           | Région flamande              | Province de Limbourg            | 71       | 419 952                          | 906              | 18                 |       |
| Arrondissement de Huy                | Huy               | Région wallonne              | Province de Liège               | 61       | 113 865                          | 659              | 17                 |       |
| Arrondissement de La Louvière        | La Louvière       | Région wallonne              | Province de Hainaut             | 58       | 141 291                          | 218              | 4                  |       |
| Arrondissement de Liège              | Liège             | Région wallonne              | Province de Liège               | 62       | 624 841                          | 797              | 24                 |       |
| Arrondissement de Louvain            | Louvain           | Région flamande              | Province du Brabant flamand     | 24       | 511 733                          | 1 163            | 30                 |       |
| Arrondissement de Maaseik            | Maaseik           | Région flamande              | Province de Limbourg            | 72       | 251 967                          | 884              | 13                 |       |
| Arrondissement de Malines            | Malines           | Région flamande              | Province d'Anvers               | 12       | 346 868                          | 510              | 13                 |       |
| Arrondissement de Marche-en-Famenne  | Marche-en-Famenne | Région wallonne              | Province de Luxembourg          | 83       | 56 733                           | 954              | 9                  |       |
| Arrondissement de Mons               | Mons              | Région wallonne              | Province de Hainaut             | 53       | 258 863                          | 584              | 13                 |       |
| Arrondissement de Namur              | Namur             | Région wallonne              | Province de Namur               | 92       | 317 951                          | 1 165            | 16                 |       |
| Arrondissement de Neufchâteau        | Neufchâteau       | Région wallonne              | Province de Luxembourg          | 84       | 63 762                           | 1 355            | 12                 |       |
| Arrondissement de Nivelles           | Nivelles          | Région wallonne              | Province du Brabant wallon      | 25       | 405 952                          | 1 091            | 27                 |       |
| Arrondissement d'Ostende             | Ostende           | Région flamande              | Province de Flandre-Occidentale | 35       | 157 657                          | 292              | 7                  |       |
| Arrondissement de Philippeville      | Philippeville     | Région wallonne              | Province de Namur               | 93       | 66 264                           | 909              | 7                  |       |
| Arrondissement de Roulers            | Roulers           | Région flamande              | Province de Flandre-Occidentale | 36       | 154 391                          | 272              | 8                  |       |
| Arrondissement de Saint-Nicolas      | Saint-Nicolas     | Région flamande              | Province de Flandre-Orientale   | 46       | 254 713                          | 475              | 7                  |       |
| Arrondissement de Soignies           | Soignies          | Région wallonne              | Province de Hainaut             | 55       | 105 145                          | 355              | 6                  |       |
| Arrondissement de Termonde           | Termonde          | Région flamande              | Province de Flandre-Orientale   | 42       | 202 249                          | 343              | 10                 |       |
| Arrondissement de Thuin              | Thuin             | Région wallonne              | Province de Hainaut             | 56       | 91 716                           | 780              | 11                 |       |
| Arrondissement de Tielt              | Tielt             | Région flamande              | Province de Flandre-Occidentale | 37       | 93 329                           | 329              | 9                  |       |
| Arrondissement de Tongres            | Tongres           | Région flamande              | Province de Limbourg            | 73       | 204 866                          | 632              | 13                 |       |
| Arrondissement de Tournai-Mouscron   | Tournai           | Région wallonne              | Province de Hainaut             | 57       | 223 553                          | 709              | 12                 |       |
| Arrondissement de Turnhout           | Turnhout          | Région flamande              | Province d'Anvers               | 13       | 464 473                          | 1 357            | 27                 |       |
| Arrondissement de Verviers           | Verviers          | Région wallonne              | Province de Liège               | 63       | 287 962                          | 2 016            | 29                 |       |
| Arrondissement de Virton             | Virton            | Région wallonne              | Province de Luxembourg          | 85       | 54 108                           | 771              | 10                 |       |
| Arrondissement de Waremme            | Waremme           | Région wallonne              | Province de Liège               | 64       | 81 813                           | 390              | 14                 |       |
| Arrondissement d'Ypres               | Ypres             | Région flamande              | Province de Flandre-Occidentale | 33       | 106 537                          | 550              | 8                  |       |

## Les commissaires d'arrondissement
Il y a un commissaire d'arrondissement, pour un ou plusieurs arrondissements administratifs, qui remplit diverses missions pour le compte des autorités fédérale, régionale et provinciale. Dans l'arrondissement administratif de Bruxelles-Capitale, ces missions sont attribuées au gouverneur de l'arrondissement. Le commissaire d'arrondissement est spécialement chargé, sous la direction du gouverneur dont il est l'adjoint direct, de veiller au respect des lois et des règlements d'administration générale. Il est officier de police administrative et a des prérogatives similaires à celles du gouverneur en matière de maintien de l'ordre.
Le Commissaire d'arrondissement est nommé par le gouvernement régional wallon ou flamand, selon la localisation de l'arrondissement et en concertation avec le Gouvernement fédéral, la compétence des Régions en matière d'organisation des pouvoirs locaux étant globale. Le Commissaire d'arrondissement est à considérer comme le « délégué » du Gouverneur de province (certains commentateurs disent même qu'il agit comme s'il était son « chef de cabinet ») et par là même comme un délégué des Régions fédérées ou de l'État fédéral selon la compétence en cause.
Un régime différent existe à Bruxelles.

## Liste des arrondissements administratifs disparus
- Le 2 aout 1963 : l'arrondissement administratif de Bruxelles-Capitale.
- En 1971 : l'arrondissement de Bruxelles-Périphérie.
- Le 1er janvier 2019 : l' arrondissement administratif de Tournai et l'arrondissement administratif de Mouscron .